# Time’s Up (Bewegung)
Time’s Up (sinngemäß: Eure Zeit ist abgelaufen) ist eine US-amerikanische Bewegung gegen die Diskriminierung von Frauen und sexuelle Belästigung in der Arbeitswelt, die am 1. Januar 2018 im Zuge des Skandals um Harvey Weinstein und der MeToo-Bewegung von über 300 Schauspielerinnen und Produzentinnen aus Hollywood gegründet wurde.

## Geschichte
Im Zuge der MeToo-Bewegung und des Harvey-Weinstein-Skandals fanden sich zahlreiche prominente Frauen aus der amerikanischen Unterhaltungsindustrie zusammen und gründeten am 1. Januar 2018 die Bewegung Time’s Up gegen die Benachteiligung von Frauen und sexuelle Belästigung am Arbeitsplatz. Zu den Initiatorinnen gehörten u. a. Meryl Streep, Reese Witherspoon, Jennifer Aniston, Taylor Swift, Oprah Winfrey und Cate Blanchett, die alle beträchtliche Summen für die Bewegung spendeten. Hunderte bekannte Frauen und Männer aus dem Showbusiness, darunter auch Steven Spielberg und Mark Wahlberg unterstützten die Bewegung und spendeten teilweise Beträge in Millionenhöhe. Allein im Gründungsjahr 2018 nahm Time’s Up 3,6 Mio. US$ ein.
Zur 75. Verleihung der Golden Globes im Januar 2018 trugen viele Gäste symbolisch schwarze Kleidung, um ihre Solidarität mit den Opfern sexueller Belästigung, die an die Öffentlichkeit gegangen waren, auszudrücken. Außerdem nahmen zahlreiche ausgezeichnete Künstlerinnen, darunter Oprah Winfrey, in ihren Reden auf dieses Thema Bezug. Später wurde bekannt, dass Time’s Up hinter dieser Initiative stand.

## Organisation und Aktivitäten
Die Bewegung setzt sich aus der Stiftung Time’s Up Foundation und aus der für Lobbyarbeit zuständigen Time’s Up Now Inc. zusammen. Sie hat zahlreiche Initiativen gestartet, darunter einen Rechtshilfefonds zur Unterstützung von Menschen, die Opfer sexueller Übergriffe am Arbeitsplatz wurden, die Initiative „4 % challenge“, deren Ziel es ist, dass die Filmindustrie mehr Regisseurinnen beschäftigt, und Time’s Up Healthcare.

### 50/50 by 2020
Die Initiative „50/50 by 2020“ strebt die Parität von Frauen und Männern bei der Besetzung führender Positionen in der Filmindustrie an. Das Konzept wurde von Filmfestivals in aller Welt, darunter die Filmfestspiele in Cannes und die Berlinale, übernommen, die sich verpflichten, sich für Geschlechterparität auf ihrem Festival einzusetzen. Es wurde von der 2018 gegründeten französischen Bewegung Collectif 50/50 ins Leben gerufen und von Time’s Up unterstützt.

### Rechtshilfefonds
Der Rechtshilfefonds wird vom National Women’s Law Center’s Legal Network for Gender Equity verwaltet und ermöglicht Opfern sexueller Übergriffe am Arbeitsplatz anwaltlichen Beistand. Im Oktober 2020 arbeiteten bereits 780 Rechtsanwälte für das Netzwerk und der Rechtshilfefonds hatte 22 Mio. US$ an Spenden eingenommen.
Laut Jahresbericht des Rechtshilfefonds von Time’s Up wurden im Jahr 2018 3.755 Frauen unterstützt und 75 Fälle finanziert. 68 % der Personen, die Hilfe in Anspruch nahmen, verfügten über niedrige Einkommen. 2019 wurden 4.141 Personen, davon 96 % Frauen, an Anwälte vermittelt. In 200 von 315 Fällen, für die Hilfe beantragt worden war, wurde die Finanzierung des Falls unternommen. In 86 % der abgeschlossenen Fälle fiel die Entscheidung zugunsten der durch den Rechtshilfefonds unterstützten Personen aus.

## Kritik
Time’s Up wurde dafür kritisiert, dass die Bewegung laut ihrer Steuererklärung im Jahr 2018 3,6 Mio. US$ eingenommen hatte, davon aber über 1,4 Mio. US$, also 38 % der Einnahmen, für Gehälter ausgab. Allein 157.155 US$ wurden für Konferenzen und Treffen ausgegeben, die teilweise in Luxusresorts stattfanden. An den Rechtshilfefonds gingen dagegen nur 312.000 US$, er finanzierte sich hauptsächlich durch Zuwendungen des National Women’s Law Center.
Außerdem wurde der Bewegung vorgeworfen, zu sehr auf der Seite der Eliten der Filmindustrie zu stehen und den Dokumentarfilm On the Record, der sich mit den Vorwürfen des sexuellen Missbrauchs gegen den Hip-Hop-Mogul Russell Simmons beschäftigt, nicht zu unterstützen, nachdem Oprah Winfrey plötzlich aus dem Projekt ausgestiegen war.